# Гимназија Меша Селимовић
Гимназија Меша Селимовић, скраћено ГМС, средњошколска је установа у Тузли. Основана је у септембру 1899. године под називом Велика гимназија у Тузли и у то вријеме је била највиша школска установа у сјевероисточној Босни.

## Историја
Свечано отварање Велике гимназије у Тузли је извршено 12. септембра 1899. године. Школовање у гимназији је трајало осам година, током прве године рада имала је само девет професора, док је упис у школу кошта четири круне. Успостављањем Аустроугарске власти у Босни и Херцеговини, гимназија је попримила облик осталих гимназија у царству, док први директор постаје аустроугарске официр. Гимназија је 1905. године добила нову зграду, док је број ученика и професора растао.
Многе грађевине у Тузли су нестале због слијегања тла усљед повећане експлатације соли у рудницима испод самог града. Слична судбина задесила је и зграду гимназије, која је 1961. године исељена због великих структуралних оштећења. Убрзо након исељења, зграда гимназије је срушена. Међутим, 1968. године гимназија добија нову зграду у којој је и дан данас смјештена. Године 1989. гимназија званично мијења назив у Гимназија Меша Селимовић са циљем одавања почасти бившем ученику и професору, али и књижевнику Меши Селимовићу.
Током рата у Босни и Херцеговини, рад гимназије је значајно умањен, док су многе слободне просторије зграде гимназије претворене у просторије за смјештај избјеглица. Након завршетка рата, гимназија биљежи значајан пораст броја ученика и наставног особља. Захваљујући томе гимназија доживљава и напредак у квалитети наставе и наставно-образовних метода.